# 管晨辰
管晨辰（2004年9月25日—），湖北石首人，中国女子竞技体操运动员。2012年11月由宁波体育运动学校输送至浙江省队，2017年进入国家体操队。她曾代表中国参加2020年夏季奥林匹克运动会体操比赛，夺得女子平衡木项目金牌，并联同队友获得女子团体项目的第七名。她是参加东京奥运会中国体操队中年龄最小的选手，参赛时尚未满17岁。
2021年7月25日，她在日本东京举行的2020年夏季奥运会女子体操平衡木项目中以资格赛第一名进入决赛。在8月3日的决赛中。她最后一个出场并以14.633分获得金牌。这是中国女子体操队该届奥运会的唯一一块金牌。她也是继刘璇和邓琳琳后，第三位获得该项目奥运会金牌的中国体操运动员。
2022年5月3日被授予中国青年五四奖章。
2024年11月末，管晨辰在中国女子体操运动员吳柳芳所发布的视频下批评其“擦边”，此事引发网络热议。